# Revolver diskutieren nicht
Revolver diskutieren nicht (Originaltitel: Town Tamer) ist ein US-amerikanischer Western von Regisseur Lesley Selander aus dem Jahre 1965. Das Drehbuch von Frank Gruber basiert auf seinem gleichnamigen Roman. Seine Premiere feierte der Film am 7. Juli 1965 in New York City. In die deutschen Kinos kam der Streifen am 14. Oktober 1965.

## Handlung
Um in Great Plains für Gerechtigkeit zu sorgen, engagiert der Leiter der Eisenbahnbaugesellschaft, Frederic Fell, den ehemaligen Sheriff und Revolverhelden Tom Russer. In der Stadt regiert der skrupellose Saloon Besitzer Condor, mit korrupten Ordnungshütern. Russer hatte Condor im letzten Jahr in Idaho bereits ein Geschäft vermasselt, aus Rache schickte ihm Condor einen Killer, der allerdings aus Versehen Russers Frau tötete.
Auf dem Weg nach Great Plains lernt Russer Carol Travenner kennen, Ehefrau eines der Angestellten von Condor. Da Carol von ihrem Mann Guy getrennt lebt, zieht sie, genau wie Tom in das einzige Hotel der Stadt. Bei einem Ausritt gerät Russer in eine Schießerei mit Jim Aikens, einem Handlanger Condors. Nach einer Prügelei mit Mike Flon, einem weiteren von Condors Handlangern erhält Russer vom Bürgermeister und Dr. Kent Unterstützung und entgeht knapp einer Verhaftung. Nachdem Russer Condor und seine Männer öffentlich provoziert hat, lockt dieser seinen Erzfeind in eine Falle. Im Auftrag von Condor schlägt Flon den Bürgermeister nieder, tötet Russers Pferd und greift den eintreffenden Revolvermann mit einem Messer an. Hilfssheriff Honsinger erwischt Russer auf frischer Tat, wie er Flon erschießt. Bei der anschließenden Gerichtsverhandlung gelingt es Russer nur, durch die Zeugenaussage Carols und der Ansprache Sheriff Parkers freigesprochen zu werden, der sich damit das Vertrauen des Revolverhelden erschleicht.
Nach einer öffentlichen Provokation durch Russer sowie einer Schießerei zwischen Guy und einer Gruppe Eisenbahnarbeiter, welche sich beim Pokerspiel betrogen gefühlt haben, setzt Condor eine Belohnung auf Toms Kopf aus. Zwei eintreffende Kopfgeldjäger kann Russer erschießen. Der betrunkene Guy sieht Carol mit Fell, in seiner Eifersucht schießt er auf den vermeintlichen Nebenbuhler. Dies führt zu einer Revolte der Eisenbahnarbeiter, die sich mit der neu gegründeten Bürgerwehr nun offen gegen Condor stellen. Russer stellt sich zwischen die rivalisierenden Gruppen und betritt alleine den Saloon. Siegessicher gibt sich Parker als der Mörder von Toms Frau zu erkennen. Im anschließenden Duell gelingt es Russer, Condor, Parker und Honzinger zu erschießen. Die übrigen Männer ergreifen die Flucht. Der angeschossene Tom überlebt und wird von Dr. Kent in die Pflege von Carol entlassen.

## Rezeption
Der Filmdienst betitelt den Film als „Routinewestern“.
Ingo Löchel vom Zauberspiegel bezeichnet den Film als „Durchschnittswestern..“ der vor allem durch „..seine überraschenden Wendungen sowie durch die gute Besetzung“ punkten kann.

## Synchronisation
Eine deutsche Synchronbearbeitung entstand 1965 nach dem Dialogbuch und unter der Dialogregie von Konrad Wagner bei der Berliner Synchron GmbH.
| Darsteller        | Synchronsprecher      | Rolle               |
| ----------------- | --------------------- | ------------------- |
| Sonny Tufts       | Jochen Schröder       | Carmichael          |
| Lon Chaney junior | Robert Klupp          | Charlie Leach       |
| Robert Ivers      | Rolf Marnitz          | Cowboy              |
| Richard Arlen     | Curt Ackermann        | Dr. Kent            |
| DeForest Kelley   | Heinz Welzel          | Guy Tavenner        |
| Barton MacLane    | Konrad Wagner         | James Fenimore Fell |
| Philip Carey      | Hans Walter Clasen    | Jim Akins           |
| Richard Jaeckel   | Gerd Duwner           | Johnny Honsinger    |
| Lyle Bettger      | Gert Günther Hoffmann | Lee Ring            |
| Jeanne Cagney     | Gisela Reißmann       | Mary Donley         |
| Pat O’Brien       | Kurt Waitzmann        | Richter Murcott     |
| Bruce Cabot       | Hans Wiegner          | Riley Condor        |
| Terry Moore       | Sigrid Lagemann       | Susan Tavenner      |
| Don Barry         | Heinz Palm            | Tex                 |
| Dana Andrews      | Arnold Marquis        | Tom Rosser          |
| Richard Webb      | Siegfried Dornbusch   | Kevin               |